# Roxanne Frank

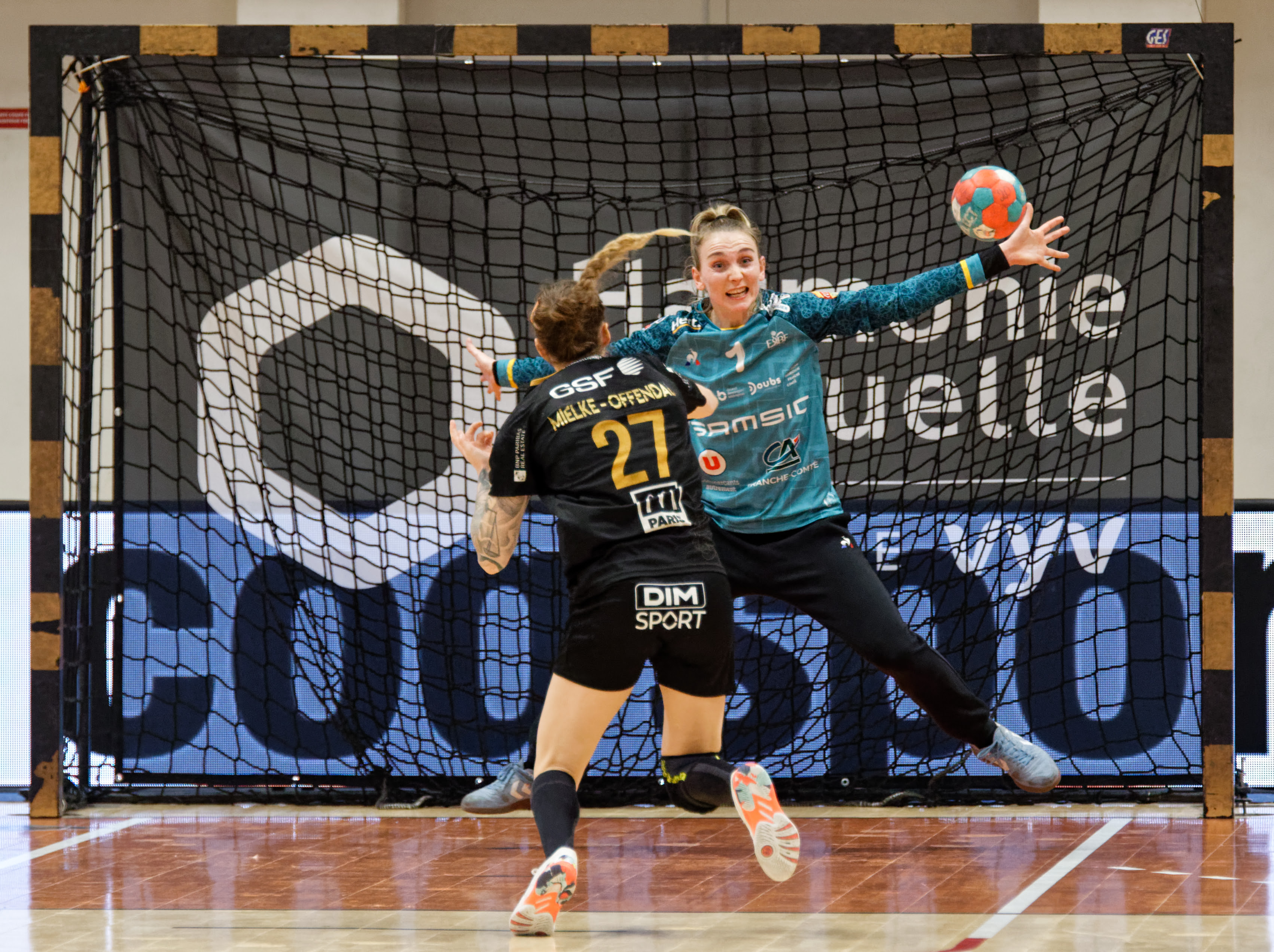
Roxane Frank (2022) face à Nadia Offendal au jet de 7 mètres.

Roxanne Frank, née le 14 janvier 1998,,, à Mulhouse,, est une joueuse française de handball évoluant au poste de gardienne de but.

## Biographie
En 2014, elle devient à 16 ans l'une des trois gardiennes de l'Achenheim Truchtersheim Handball, club qui retrouve la Nationale 1 après une saison en D2.
À l'été 2017, elle est retenue en équipe de France junior pour disputer le championnat d'Europe en Slovénie. L'équipe de France remporte la compétition en dominant la Russie en finale (31-26).
Elle rejoint le centre de formation de l'ES Besançon après sa victoire au championnat d'Europe junior.
Après quelques matchs pour sa première saison, elle intègre plus régulièrement la rotation de l'équipe première lors de la saison 2018-2019 et, à l'automne 2018, elle est appelée en équipe de France lors d'un stage de préparation à l'Euro 2018. Elle connait sa première sélection avec l'équipe de France le 21 mars 2019 pour une victoire 28 à 18 face à la Roumanie. Elle signe son premier contrat professionnel avec Besançon pour la saison 2019/2020. Elle signe avec Paris 92 à partir de saison 2022/23. À Paris 92, Roxanne composera un binôme solide avec Léa Serdarevic.

## Palmarès

### En sélection
autres
- championne d'Europe junior en 2017